# Zornia orbiculata
Zornia orbiculata är en ärtväxtart som beskrevs av Robert H Mohlenbrock. Zornia orbiculata ingår i släktet Zornia och familjen ärtväxter. Inga underarter finns listade i Catalogue of Life.